# Derivada parcial
En matemáticas, la derivada parcial de una función de varias variables es la derivada con respecto a cada una de esas variables manteniendo las otras como constantes. Las derivadas parciales son usadas en cálculo vectorial y geometría diferencial.
La derivada parcial de una función {\displaystyle f(x,y,\dots )} con respecto a la variable {\displaystyle x} se puede denotar de distintas maneras:
{\displaystyle {\frac {\partial f}{\partial x}},{\frac {\partial }{\partial x}}f,D_{1}f,\partial _{x}f,f_{x}^{\prime }{\text{ o }}f_{x}.}
Donde {\displaystyle \partial } es la letra 'd' redondeada, conocida como la 'd de Jacobi'. También se puede representar como {\displaystyle D_{1}f(x_{1},x_{2},\cdots ,x_{n})} que es la primera derivada respecto a la variable {\displaystyle x_{1}} y así sucesivamente. Uno de los primeros usos conocidos de este símbolo en matemáticas es por el Marqués de Condorcet de 1770, quien lo usó para diferencias parciales. La notación moderna de derivadas parciales fue creada por Adrien-Marie Legendre (1786), aunque más tarde la abandonó; Carl Gustav Jacob Jacobi reintrodujo el símbolo en 1841.
Cuando una magnitud {\displaystyle A} es función de diversas variables ({\displaystyle x,y,z,...}), es decir:
{\displaystyle A=f\left(x,y,z,...\right)}
Al realizar esta derivada obtenemos la expresión que nos permite calcular la pendiente de la recta tangente a dicha función {\displaystyle A} en un punto dado. Esta recta es paralela al plano formado por el eje de la incógnita respecto a la cual se ha hecho la derivada con el eje que representa los valores de la función.
Analíticamente el gradiente de una función es la máxima pendiente de dicha función en la dirección que se elija. Mientras visto desde el álgebra lineal, la dirección del gradiente nos indica hacia donde hay mayor variación en la función.
El símbolo utilizado para denotar derivadas parciales es ∂. Uno de los primeros usos conocidos de este símbolo en matemáticas es el del Marqués de Condorcet de 1770, que lo utilizó para la diferencias parciales. La notación moderna de la derivada parcial fue creada por Adrien-Marie Legendre (1786), aunque posteriormente la abandonó; Carl Gustav Jacob Jacobi reintrodujo el símbolo en 1841.

## Introducción
Suponga que {\displaystyle f} es una función de más de una variable, esto es, suponga que {\displaystyle f} está dada por
{\displaystyle z=f(x,y)=x^{2}+xy+y^{2}}

La gráfica de esta función define una superficie en el espacio euclidiano. Para cada punto en esta superficie, hay un número infinito de líneas tangentes. 

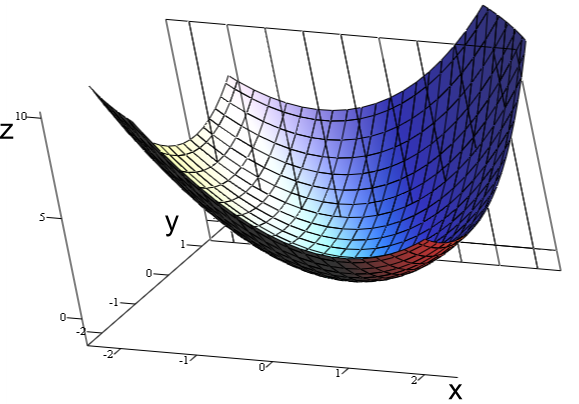
La gráfica de.

La derivación parcial es el acto de elegir una de esas líneas y encontrar su pendiente. Generalmente, las líneas que más interesan son aquellas que son paralelas al plano {\displaystyle xz} y aquellas que son paralelas al plano {\displaystyle yz}.

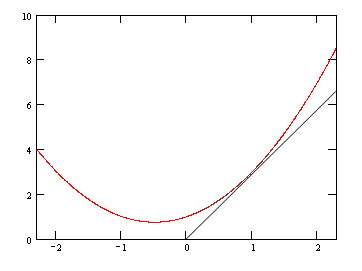
Parte de la gráfica en el plano, en. La pendiente de la recta tangente es.

Para encontrar la pendiente de la línea tangente de la función en {\displaystyle P(1,1)} que es paralela al plano {\displaystyle xz}, consideramos a la variable {\displaystyle y} como constante. La gráfica de la función y este plano se muestran a la derecha. A la izquierda, vemos cómo se ve la función en el plano {\displaystyle y=1}. Encontremos la pendiente de {\displaystyle f} en el punto {\displaystyle (x,y)} derivando la función {\displaystyle f} considerando a {\displaystyle y} como constante:
{\displaystyle {\frac {\partial f}{\partial x}}|_{(x,y)}=2x+y}
Por lo que en el punto {\displaystyle (1,1)} (reemplazando en la derivada) la pendiente es {\displaystyle 3}. Esto es, la derivada parcial de {\displaystyle f} con respecto a {\displaystyle x} en el punto {\displaystyle (1,1)} es {\displaystyle 3}, como se muestra en la gráfica.

## Definición

### Definición formal
Análogamente a la derivada ordinaria (función de una variable real), la derivada parcial está definida como un límite.
Sea {\displaystyle U} es un subconjunto abierto de {\displaystyle \mathbb {R} ^{n}} y {\displaystyle f:U\to \mathbb {R} } una función, la derivada parcial de {\displaystyle f} en el punto {\displaystyle \mathbf {a} =(a_{1},\dots ,a_{n})\in U} con respecto a la {\displaystyle i}-ésima variable {\displaystyle x_{i}} se define como
{\displaystyle {\frac {\partial }{\partial x_{i}}}f(\mathbf {a} )=\lim _{h\rightarrow 0}{f(a_{1},\dots ,a_{i-1},a_{i}+h,a_{i+1},\dots ,a_{n})-f(a_{1},\dots ,a_{n}) \over h}}
si existe el límite.
Incluso si todas las derivadas parciales existen en el punto {\displaystyle \mathbf {a} }, la función no necesariamente es continua en ese punto. Sin embargo, si todas las derivadas parciales existen en un entorno de {\displaystyle \mathbf {a} } y son continuas, entonces la función {\displaystyle f} es totalmente diferenciable en ese entorno y la derivada total es continua. En este caso, se dice que {\displaystyle f} es una función {\displaystyle C^{1}}.
La derivada parcial
{\displaystyle {\frac {\partial f}{\partial x}}}
puede ser vista como otra función definida sobre {\displaystyle U}y puede ser de nuevo derivada de forma parcial. Si todas las derivadas parciales mixtas de segundo orden son continuas en un punto, entonces {\displaystyle f} es una función {\displaystyle C^{2}} en ese punto; en tal caso, las derivadas parciales pueden ser intercambiadas por el teorema de Clairaut:
{\displaystyle {\frac {\partial ^{2}f}{\partial x_{i}\partial x_{j}}}={\frac {\partial ^{2}f}{\partial x_{j}\partial x_{i}}}}

## Ejemplo

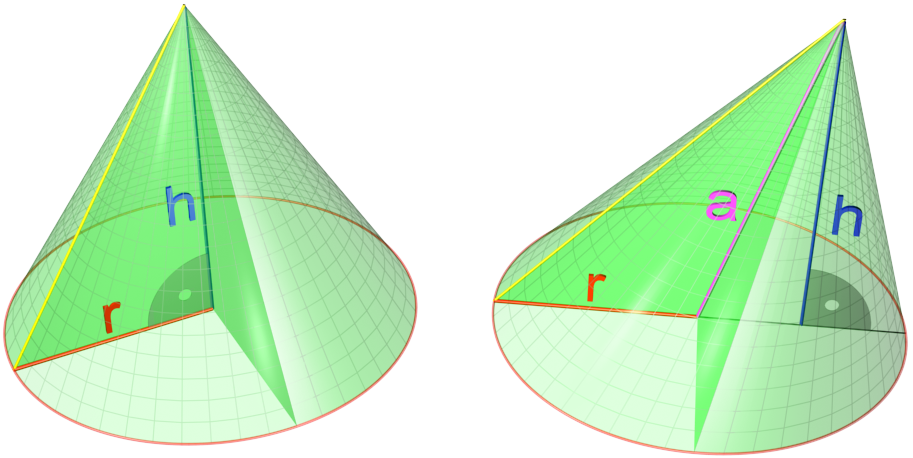
El volumen de un cono depende de la altura (h) y el radio (r)

### Geometría
El volumen {\displaystyle V} de un cono que depende de la altura del cono {\displaystyle h} y su radio {\displaystyle r}, está dado por la fórmula
{\displaystyle V(r,h)={\frac {\pi r^{2}h}{3}}}
Las derivadas parciales de {\displaystyle V} respecto a {\displaystyle r} y {\displaystyle h} son
{\displaystyle {\begin{aligned}{\frac {\partial V}{\partial r}}&={\frac {2\pi rh}{3}}\\{\frac {\partial V}{\partial h}}&={\frac {\pi r^{2}}{3}}\end{aligned}}}
respectivamente, la primera de ellas representa la tasa a la que el volumen del cono cambia si el radio varía y su altura se mantiene constante, la segunda de ellas representa la tasa a la que el volumen cambia si la altura varía y su radio se mantiene constante.
La derivada total de {\displaystyle V} con respecto a {\displaystyle r} y {\displaystyle h} son
{\displaystyle {\frac {dV}{dr}}=\underbrace {\frac {2\pi rh}{3}} _{\frac {\partial V}{\partial r}}+\underbrace {\frac {\pi r^{2}}{3}} _{\frac {\partial V}{\partial h}}{\frac {dh}{dr}}}
y
{\displaystyle {\frac {dV}{dh}}=\underbrace {\frac {\pi r^{2}}{3}} _{\frac {\partial V}{\partial h}}+\underbrace {\frac {2\pi rh}{3}} _{\frac {\partial V}{\partial r}}{\frac {dr}{dh}}}
respectivamente.

## Gradiente
Un ejemplo importante de una función de varias variables es el caso de una función escalar f(x1,..., xn) en un dominio en el espacio euclidiano {\displaystyle \mathbb {R} ^{n}} (por ejemplo, en {\displaystyle \mathbb {R} ^{2}} o {\displaystyle \mathbb {R} ^{3}}). En este caso f tiene una derivada parcial ∂f/∂xj con respecto a cada variable xj. En el punto a, estas derivadas parciales definen el vector
{\displaystyle \nabla f(a)=\left({\frac {\partial f}{\partial x_{1}}}(a),\ldots ,{\frac {\partial f}{\partial x_{n}}}(a)\right).}
Este vector se llama gradiente de f en a. Si f es diferenciable en cada punto en algún dominio, entonces el gradiente es una función vectorial ∇f que lleva el punto a al vector ∇f(a). En consecuencia, el gradiente produce un campo vectorial.
Un abuso de notación común es definir el operador del (∇) de la siguiente manera en espacio euclidiano tridimensional {\displaystyle \mathbb {R} ^{3}} con vectores unitarios {\displaystyle {\hat {\mathbf {i} }},{\hat {\mathbf {j} }},{\hat {\mathbf {k} }}}:
{\displaystyle \nabla =\left[{\frac {\partial }{\partial x}}\right]{\hat {\mathbf {i} }}+\left[{\frac {\partial }{\partial y}}\right]{\hat {\mathbf {j} }}+\left[{\frac {\partial }{\partial z}}\right]{\hat {\mathbf {k} }}}
O, de manera más general, para el espacio euclidiano n-dimensional {\displaystyle \mathbb {R} ^{n}} con coordenadas {\displaystyle x_{1},\ldots ,x_{n}} y unitarios vectores {\displaystyle {\hat {\mathbf {e} }}_{1},\ldots ,{\hat {\mathbf {e} }}_{n}}:
{\displaystyle \nabla =\sum _{j=1}^{n}\left[{\frac {\partial }{\partial x_{j}}}\right]{\hat {\mathbf {e} }}_{j}=\left[{\frac {\partial }{\partial x_{1}}}\right]{\hat {\mathbf {e} }}_{1}+\left[{\frac {\partial }{\partial x_{2}}}\right]{\hat {\mathbf {e} }}_{2}+\dots +\left[{\frac {\partial }{\partial x_{n}}}\right]{\hat {\mathbf {e} }}_{n}}

## Notación
Considere una función
{\displaystyle {\begin{aligned}f:\mathbb {R} ^{3}&\to \mathbb {R} \\(x,y,z)&\mapsto f(x,y,z)\end{aligned}}}
Las derivadas parciales de primer orden respecto a la variable {\displaystyle x} suelen denotarse por
{\displaystyle {\frac {\partial f}{\partial x}}=f_{x}=\partial _{x}f}
Las derivadas parciales de segundo orden suelen denotarse por
{\displaystyle {\frac {\partial ^{2}f}{\partial x^{2}}}=f_{xx}=\partial _{xx}f=\partial _{x}^{2}f}
Las derivadas cruzadas de segundo orden por
{\displaystyle {\frac {\partial ^{2}f}{\partial y\partial x}}={\frac {\partial }{\partial y}}\left({\frac {\partial f}{\partial x}}\right)=f_{xy}=\partial _{yx}f=\partial _{y}\partial _{x}f}

### Termodinámica
En termodinámica y otras áreas de la física se emplea la siguiente notación:
{\displaystyle \left({\frac {\partial Y}{\partial X}}\right)_{Z}}
que significa que {\displaystyle \exists f_{XZ}(\cdot ):\ Y=f_{XZ}(X,Z)\,} y entonces:
{\displaystyle \left({\frac {\partial Y}{\partial X}}\right)_{Z}:={\frac {\partial f_{XZ}(X,Z)}{\partial X}}}
Esta notación se usa porque frecuentemente una magnitud puede expresarse como función de diferentes variables por lo que en general:
{\displaystyle \left({\frac {\partial Y}{\partial X}}\right)_{Z_{1}}\neq \left({\frac {\partial Y}{\partial X}}\right)_{Z_{2}}}
Ya que la forma precisa de las funciones {\displaystyle f_{XZ_{1}}(\cdot ,\cdot )} y {\displaystyle f_{XZ_{2}}(\cdot ,\cdot )} es diferente, es decir, se trata de funciones diferentes.

## Derivadas parciales de orden superior
A su vez, la derivada parcial {\displaystyle \partial _{x_{i}}f} puede verse como otra función definida en U y derivarse parcialmente. Si todas sus derivadas parciales existen y son continuas, llamamos a f una función C2; en este caso, las derivadas parciales (llamadas parciales) pueden ser intercambiadas por el teorema de Clairaut también conocido como teorema de Schwarz.
{\displaystyle {\frac {\partial ^{2}f}{\partial x_{i}\,\partial x_{j}}}={\frac {\partial ^{2}f}{\partial x_{j}\,\partial x_{i}}}.}
En {\displaystyle \mathbb {R} ^{2}}, si se cumple lo ya dicho, se asegura que:
{\displaystyle {\frac {\partial ^{2}f}{\partial x\,\partial y}}={\frac {\partial ^{2}f}{\partial y\,\partial x}}=f_{xy}=f_{yx}}

## Derivada direccional
En matemáticas, la derivada direccional de una función (escalar) diferenciable multivariable a lo largo de un vector dado v en un punto dado x representa intuitivamente la tasa instantánea de cambio de la función, moviéndose a través de x con una velocidad especificada por v.
La derivada direccional de una función escalar f con respecto a un vector v en un punto (por ejemplo, posición) x puede ser denotada por cualquiera de los siguientes:
{\displaystyle \nabla _{\mathbf {v} }{f}(\mathbf {x} )=f'_{\mathbf {v} }(\mathbf {x} )=D_{\mathbf {v} }f(\mathbf {x} )=Df(\mathbf {x} )(\mathbf {v} )=\partial _{\mathbf {v} }f(\mathbf {x} )=\mathbf {v} \cdot {\nabla f(\mathbf {x} )}=\mathbf {v} \cdot {\frac {\partial f(\mathbf {x} )}{\partial \mathbf {x} }}.}
Generaliza, por tanto, la noción de derivada parcial, en la que la tasa de variación se toma a lo largo de una de las curvas de coordenadas curvilíneas, siendo todas las demás coordenadas constantes.
La derivada direccional es un caso especial de la derivada de Gateaux.

## Ejemplo
Supongamos que f es una función de más de una variable. Por ejemplo,
{\displaystyle z=f(x,y)=x^{2}+xy+y^{2}}.
La gráfica de esta función define una superficie en el espacio euclídeo. Para cada punto de esta superficie hay un número infinito de rectas tangentes. La diferenciación parcial consiste en elegir una de estas rectas y hallar su pendiente. Normalmente, las rectas de mayor interés son las paralelas al plano {\displaystyle xz} y las paralelas al plano {\displaystyle yz} (que resultan de mantener constante {\displaystyle y} o {\displaystyle x}, respectivamente).
Para hallar la pendiente de la recta tangente a la función en {\displaystyle P(1,1)} y paralela al plano {\displaystyle xz}, tratamos {\displaystyle y} como una constante. La gráfica y este plano se muestran a la derecha. Abajo, véase el aspecto de la función en el plano {\displaystyle y=1}. Hallando la derivada de la ecuación suponiendo que {\displaystyle y} es una constante, encontramos que la pendiente de {\displaystyle f} en el punto {\displaystyle (x,y)} es:
{\displaystyle {\frac {\partial z}{\partial x}}=2x+y.}
Así que en {\displaystyle (1,1)}, por sustitución, la pendiente es 3. Por lo tanto,
{\displaystyle {\frac {\partial z}{\partial x}}=3}
en el punto {\displaystyle (1,1)}. Es decir, la derivada parcial de {\displaystyle z} respecto a {\displaystyle x} en {\displaystyle (1,1)} es 3, como se muestra en la gráfica.
La función f puede reinterpretarse como una familia de funciones de una variable indexadas por las otras variables:
{\displaystyle f(x,y)=f_{y}(x)=x^{2}+xy+y^{2}.}
En otras palabras, cada valor de y define una función, denotada fy, que es una función de una variable x. Esto también puede expresarse como la adjointness entre la espacio del producto y las construcciones del espacio de funciones. Es decir
{\displaystyle f_{y}(x)=x^{2}+xy+y^{2}.}
En esta sección, la notación de subíndice fy denota una función que depende de un valor fijo de y, y no una derivada parcial.
Una vez elegido un valor de y, digamos a, entonces f(x,y) determina una función fa que traza una curva x2 + ax + a2' en el plano {\displaystyle xz}:
{\displaystyle f_{a}(x)=x^{2}+ax+a^{2}.}
En esta expresión, a es una constante, no una variable, por lo que fa es una función de una sola variable real, que es x. En consecuencia, se aplica la definición de la derivada para una función de una variable:
{\displaystyle f_{a}'(x)=2x+a.}
El procedimiento anterior puede realizarse para cualquier elección de a. Ensamblando las derivadas juntas en una función se obtiene una función que describe la variación de f en la dirección x:
{\displaystyle {\frac {\partial f}{\partial x}}(x,y)=2x+y.}
Esta es la derivada parcial de f con respecto a x. Aquí ∂ es una d redondeada llamada símbolo de derivada parcial'; para distinguirla de la letra d, ∂ a veces se pronuncia "parcial".

## Derivadas parciales de orden superior
Las derivadas parciales de segundo orden y de orden superior se definen de forma análoga a las derivadas de orden superior de funciones univariantes. Para la función {\displaystyle f(x,y,...)} la "propia" segunda derivada parcial con respecto a x es simplemente la derivada parcial de la derivada parcial (ambas con respecto a x):: 316–318 .
{\displaystyle {\frac {\partial ^{2}f}{\partial x^{2}}}\equiv \partial {\frac {\partial f/\partial x}{\partial x}}\equiv {\frac {\partial f_{x}}{\partial x}}\equiv f_{xx}.}
La derivada parcial cruzada con respecto a x e y se obtiene tomando la derivada parcial de f con respecto a x, y luego tomando la derivada parcial del resultado con respecto a y, para obtener
{\displaystyle {\frac {\partial ^{2}f}{\partial y\,\partial x}}\equiv \partial {\frac {\partial f/\partial x}{\partial y}}\equiv {\frac {\partial f_{x}}{\partial y}}\equiv f_{xy}.}
Teorema de Schwarz afirma que si las segundas derivadas son continuas, la expresión para la derivada parcial cruzada no se ve afectada por qué variable se toma la derivada parcial respecto a la primera y cuál se toma respecto a la segunda. Es decir,
{\displaystyle {\frac {\partial ^{2}f}{\partial x\,\partial y}}={\frac {\partial ^{2}f}{\partial y\,\partial x}}}
o equivalentemente {\displaystyle f_{yx}=f_{xy}.}
Las derivadas parciales propias y cruzadas aparecen en la matriz hessiana que se utiliza en las condiciones de segundo ordens en problemas de optimización.
Las derivadas parciales de orden superior se pueden obtener por diferenciación sucesiva

## Análogo de las antiderivadas
Existe un concepto para las derivadas parciales que es análogo al de antiderivadas para las derivadas regulares. Dada una derivada parcial, permite recuperar parcialmente la función original.
Consideremos el ejemplo de
{\displaystyle {\frac {\partial z}{\partial x}}=2x+y.}
La integral "parcial" puede tomarse con respecto a x (tratando y como constante, de forma similar a la diferenciación parcial):
{\displaystyle z=\int {\frac {\partial z}{\partial x}}\,dx=x^{2}+xy+g(y).}
Aquí, la "constante" de integración ya no es una constante, sino una función de todas las variables de la función original excepto {\displaystyle x}. La razón de esto es que todas las demás variables se tratan como constantes al tomar la derivada parcial, por lo que cualquier función que no implique {\displaystyle x} desaparecerá al tomar la derivada parcial, y tenemos que tener esto en cuenta al tomar la antiderivada. La forma más general de representar esto es hacer que la "constante" represente una función desconocida de todas las demás variables.
Así, el conjunto de funciones {\displaystyle x^{2}+xy+g(y)}, donde g es cualquier función de un argumento, representa todo el conjunto de funciones en las variables x, y que podrían haber producido la derivada parcial de x {\displaystyle 2x+y}.
Si se conocen todas las derivadas parciales de una función (por ejemplo, con el gradiente), entonces las antiderivadas pueden emparejarse mediante el proceso anterior para reconstruir la función original hasta una constante. Sin embargo, a diferencia del caso de una sola variable, no todo conjunto de funciones puede ser el conjunto de todas las (primeras) derivadas parciales de una única función. En otras palabras, no todo campo vectorial es conservativo.